# フェルナンド・アルベス
フェルナンド・アルベス（Fernando Álvez, 1959年9月4日 - ）は、ウルグアイ・モンテビデオ出身の元サッカー選手。元ウルグアイ代表。ポジションはゴールキーパー。

## 経歴
1976年にウルグアイのデフェンソールでプロデビューし、パラグアイ・コロンビア・ブラジル・アルゼンチンのクラブでプレーした。
ウルグアイ代表としては、1980年から1997年までに40試合に出場、1986年のワールドカップメキシコ大会と1990年のイタリア大会の2大会に出場し、全試合（8試合）でウルグアイのゴールを守った。

## タイトル
ペニャロール
- コパ・リベルタドーレス : 1982
- トヨタカップ : 1982

ウルグアイ代表
- コパ・アメリカ : 1995